# Горни Морин
Горни Морин (на сръбски: Горњи Морињ) е село в Черна гора, разположено в община Котор. Населението му според преброяването през 2011 г. е 5 души.

## Население
Численост на населението според преброяванията през годините:
- 1948 – 168 души
- 1953 – 169 души
- 1961 – 136 души
- 1971 – 92 души
- 1981 – 64 души
- 1991 – 45 души
- 2003 – 16 души
- 2011 – 5 души